# Caulorhiza
Caulorhiza là một chi của nấm thuộc Tricholomataceae. Chi này, gồm 3 species được tìm thấy ở USA, was circumscribed by Joanne Lennox năm 1979.